# Хиониди, Ираклий Исакович
Ираклий Исакович Хиониди (10 июля 1928, село Зведа-Квирике, АССР Аджаристан, ССР Грузия — 7 апреля 2007, Ксанти, Греция) — колхозник колхоза имени Красной Армии Кобулетского района, Аджарская АССР, Грузинская ССР. Герой Социалистического Труда (1951).

## Биография
Родился в 1928 году в крестьянской семье в селе Зведа-Квирике Кобулетского района. Окончил местную начальную школу. С середины 1930-х годов трудился в чаеводческой бригаде колхоза имени Молотова Зестафонского района.
В 1950 году собрал 6314 килограмма сортового зелёного чайного листа с площади 0,5 гектара. Указом Президиума Верховного Совета СССР от 9 августа 1949 года удостоен звания Героя Социалистического Труда за «получение в 1950 году высокого урожая сортового зелёного чайного листа» с вручением ордена Ленина и золотой медали «Серп и Молот» (№ 6154).
После выхода на пенсию проживал в родном селе Зведа-Квирике. В начале 1990-х годов переехал в Грецию. Умер в апреле 2007 года в городе Ксанти.